# Kreuzbund (Knoten)

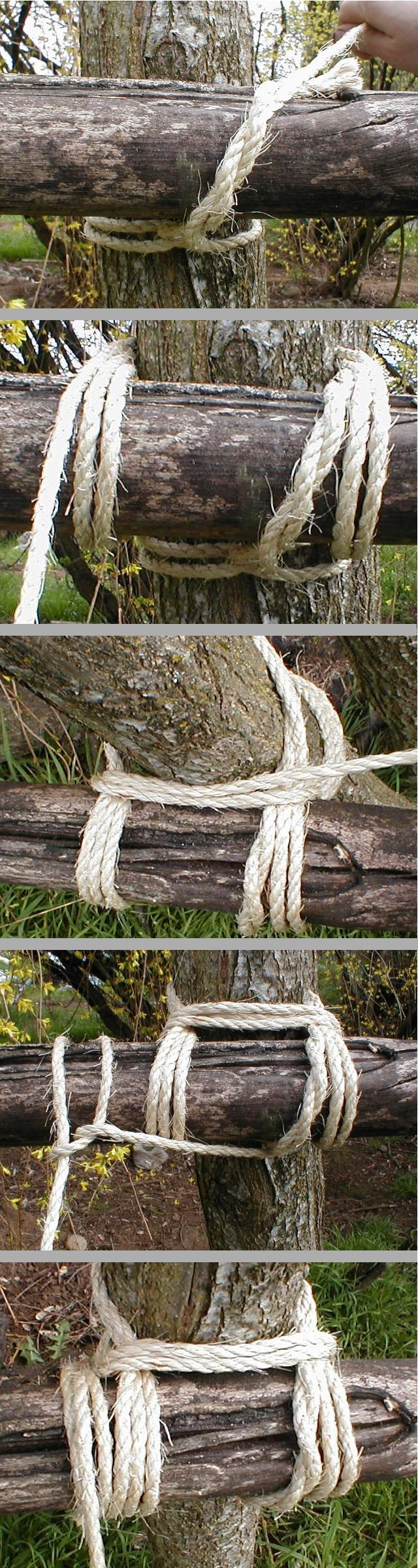
Knüpfanleitung

Der Kreuzbund ist ein Knoten zur Verbindung zweier senkrecht zueinander stehender Balken oder Kanthölzern.
Der Bund ist bei Pfadfindern sehr verbreitet zum Bau von Campbauten, wird aber auch im Katastrophenschutz verwendet.

## Knüpfen
Das Seil wird mittels Webeleinenstek oder Zimmermannsstek am senkrechten (tragenden) Balken angebunden. Das freie Ende des Seils liegt dabei direkt unter dem Querbalken. Dann wird das Seil hinter den Längsbalken und über den Querbalken geführt. Dies wird jeweils dreimal wiederholt. Anschließend wird der Bund noch durch Knebeln vor dem Verrutschen geschützt. Das lose Ende wird dann mit Webeleinenstek am Balken befestigt.
Es existiert eine zweite Variante, die ohne den ersten Anbindeknoten auskommt. Dabei wird das Seil mittig an den Längsbalken gelegt und die Umwicklungen und Knebel symmetrisch ausgeführt. Die Enden des Seils werden zum Schluss mit einem Kreuzknoten verbunden.

## Alternativen
Der Diagonalbund verbindet zwei Rundhölzer, die nicht senkrecht zueinander stehen.